# Stojan Puc
Stojan Puc (* 9. April 1921 in Novo mesto; † 29. Januar 2004 in Kranj) war ein jugoslawischer Schachspieler.
Im Februar 1950 nahm er am Radio-Wettkampf USA gegen Jugoslawien teil und gewann 1,5:0,5 gegen Arthur Dake. Die slowenische Einzelmeisterschaft konnte Puc viermal gewinnen: 1954 (geteilter Erster mit Cveto Trampuž), 1958, 1965 (geteilter Erster mit Janez Podkrajšek) und 1967. Er nahm siebzehnmal an den jugoslawischen Einzelmeisterschaft teil. 1947 und 1951 wurde er Dritter und im Jahr 1961 geteilter Zweiter. Er gewann mit Jugoslawien am zweiten Reservebrett spielend die Schacholympiade 1950 in Dubrovnik.
Im Jahre 1950 wurde ihm der Titel Internationaler Meister (IM) verliehen, 1984 der Titel Ehrengroßmeister (HGM). Nach der von Jeff Sonas berechneten historischen Elo-Zahl lag er mit einer Elo-Zahl von 2600 im Oktober 1951 auf dem 49. Platz der Weltrangliste. Nach der Unabhängigkeit Sloweniens wurde er bei der FIDE für Slowenien gelistet, er war zu diesem Zeitpunkt aber nicht mehr als Schachspieler aktiv.